# Hannu Rajaniemi (football)
Pour les articles homonymes, voir Hannu Rajaniemi.
Hannu Rajaniemi (né le 15 septembre 1953 à Seinäjoki en Finlande et mort le 29 août 2008) est un joueur de football international et entraîneur finlandais, qui évoluait au poste d'attaquant.
Il est connu pour avoir terminé meilleur buteur du championnat de Finlande lors de la saison 1980 avec 19 buts.